# Expose (chanson)
Pour les articles homonymes, voir Exposé.
Singles de KAT-TUN
Fumetsu no Scrum
(2012) Face to Face
(2013)
Expose est le 20esingle du groupe KAT-TUN sorti sous le label J-One Records le 6 février 2013 au Japon. Il arrive 1er à l'Oricon. Il se vend à 154 710 exemplaires la première semaine et reste classé 9 semaines pour un total de 173 400 exemplaires vendus. Il sort en format CD et CD+DVD. Expose se trouve sur l'album Come Here.

## Liste des titres
| 1. | Expose                                                 | miwa* | Erik Sahlen, Yoko.Hiramatsu | 4:33 |
| 2. | Haruka Higashi no Sora e (遙か東の空へ)                | ORI   | Kei Yoshikawa               | 4:47 |
| 3. | Expose (Instrumental)                                  |       | Erik Sahlen, Yoko.Hiramatsu | 4:33 |
| 4. | Haruka Higashi no Sora e (Instrumental) (遙か東の空へ) |       | Kei Yoshikawa               | 4:44 |

| 1. | Expose        | miwa*         | Erik Sahlen, Yoko.Hiramatsu                 | 4:33 |
| 2. | Steps To Love | Cootie, miwa* | Charlie Mason, Ronald Soelkner, Daniel Nitt | 3:54 |
| 3. | Brand New Day | ORI           | King of slick                               | 3:57 |

| 1. | Expose (PV+making of) |  |
| 2. | Special Documentary   |  |

| 1. | Expose                              | miwa*           | Erik Sahlen, Yoko.Hiramatsu          | 4:33 |
| 2. | Connect & Go                        | miwa*           | ROCK STONE, Daddylong, Robert Vadadi | 4:03 |
| 3. | Snowflake (solo de Yuichi Nakamaru) | Yuichi Nakamaru | King of slick, Kiyohito Komatsu      | 4:27 |

| 1. | Connect & Go (PV+making of) |  |
| 2. | Snowflake (PV)              |  |